# Галереи Аквавелла
Галереи Аквавелла (англ. Acquavella Galleries) — коммерческая художественная галерея, расположенная на Восточной 79-я улице, между Мэдисон-авеню и Пятой авеню, в районе Верхний Ист-Сайд, в Манхэттене (Нью-Йорк). Галерея представляет опыт работы в области искусства на протяжении трёх веков: 19-го, 20-го и 21-го. Основана Николасом Аквавелло в начале 1920-х годов, в настоящее время является семейным бизнесом трех поколений.

## История
Галереи Аквавелла были основаны на Мэдисон-авеню, 598 в 1921 году Николасом Аквавеллой, уроженцем Неаполя, который переехал в США в 1919 году и занимался частной торговлей итальянскими картинами. С тех пор галерея управляется семьёй Аквавелла. Первоначально она специализировалась на произведениях итальянского Возрождения, познакомив многих ведущих американских музеев и коллекционеров с итальянской живописью эпохи Возрождения и барокко, а затем и с европейскими мастерами XIX и XX веков.
В 1960 году Уильям Аквавелла присоединился к делу своего отца, и фокус галереи сместился на работы XIX и XX веков, в том числе мастеров импрессионизма, постимпрессионизма, сюрреализма и кубизма. Первым настоящим успехом Уильяма Аквавеллы на этом поприще стала покупка в 1965 году 22 картин из наследия французского художника Пьера Боннара. Прежде чем он успел организовать их показ, он уже продал 17 из них по почте. Его международная клиентура включала лучшие музеи и коллекционеров, таких как Генри Форд II, Пол Меллон и Уолтер Анненберг. Позднее Аквавелла вместе с Армандом Хаммером приобрёл коллекцию Эдварда Г. Робинсона.
С 1967 года галерея размещается в элегантном пятиэтажном французском неоклассическом таунхаусе на Восточной 79-й улице, где когда-то располагалось нью-йоркское представительство Лондонской художественной фирмы, основанной Джозефом Дювином. Ныне Галереи Аквавелла представляют целый ряд произведений искусства XX века, в том числе относящиеся к поп-арту и абстрактному экспрессионизму.
В 1990 году Галереи Аквавелла совместно с аукционным домом Сотбис сформировали «Acquavella Modern Art», дочернюю компанию холдинга Сотбис. Эта компания выделила $ 143 млн на содержание Галереи Пьера Матисса в Манхэттене, через которую прошли около 2300 работ таких художников, как Жоан Миро, Жан Дюбюффе, Альберто Джакометти и Марк Шагал. Она продавала работы как на аукционе, так и в частном порядке. В качестве её партнёрского управляющего директора Уильям Аквавелла использовал свой опыт для продвижения произведений искусства на международном рынке.
Впоследствии к делу Уильяму Аквавеллы присоединились его дочь Элеонора Дежу, а также сыновья Николай и Александр.
На протяжении более чем 90 лет галереи Аквавелла продавали крупные картины и скульптуры частным коллекционерам и музеям по всему миру. Благодаря своим выставкам, галерея приобрела репутацию организатора специальных выставок, привлекающих всеобщее внимание, таких как кредитные выставки и выставки-продажи. Ежегодно галерея организует, проводит и курирует выставки, на которых предлагает различные художественные шедевры 19-го и 20-го веков .
Директорами компании Acquavella являются Майкл Финдли, бывший директор музея Метрополитен Филипп де Монтебелло, Эсперанса Собрино и Цутому Такасима. Их совокупный опыт представляет собой широкий спектр знаний в области приобретения и оценки произведений искусства. Назначение Филиппа де Монтебелло на пост директора Acquavella стало беспрецедентным в истории работы галерей, поскольку директора крупнейшего музея никогда ранее не занимали руководящих постов в галереях. Вероятно, это назначение стало первым в истории работы частных галерей .
Галерея была участницей широко обсуждаемого скандального случая. В 2006 году она выступила посредником продажи картины «Сон» Пикассо (1932 год), портрета возлюбленной живописца Марии-Терезы Вальтер. Картина была приобретена за 48 миллионов долларов и принадлежала владельцу казино и отелей в Лас-Вегасе Стиву Уинну, миллионеру и коллекционеру. Накануне сделки, вследствие неловкой демонстрации шедевра гостям, Уинн проткнул его локтем и порвал холст. История стала известна после того, как газеты в том или ином варианте рассказали про «локоть Уинна за 40 миллионов долларов». Галерея отказалась от продажи картины. Позднее Уинн отреставрировал холст и продал за 155 миллионов долларов, получив при этом ещё около 40 миллионов со страховой компании.
В 2012 году другая картина Пикассо — «Женщина, сидящая в кресле» (1941), была выставлена на аукционе Сотбис с предпродажной оценкой от $ 20 млн до $ 30 млн и была повреждена во время своего хранения в Галереях Аквавелла, что подтвердил иск, поданный в Верховный суд штата Нью-Йорк страховщиком Теодора Форстмана, владельца картины.

## Выставки
В галерее регулярно проходят выставки работ таких художников, как Поль Сезанн, Клод Моне, Эдгар Дега, Амедео Модильяни, Пабло Пикассо, Анри Матисс, Пьер Боннар, Хуан Миро, Фернан Леже, Пауль Клее, Альберто Джакометти, Виллем де Кунинг, Франц Клайн, Жан Дюбюффе, Энди Уорхол, Жан-Мишель Баския.
Современных художников представляют Джаспер Джонс, Сай Твомбли, Жан-Поль Риопель, Марк Ротко. До смерти британского художника Люсьена Фрейда в 2011 году галерея была его международным агентом. Ныне она представляет художников Уэйна Тибо, Мигеля Барсело, Джекоба Эль Ханани и Дамиана Лёба, а также иные классические и современные произведения.